# ハイ・フィデリティ
『ハイ・フィデリティ』（High Fidelity）は、1995年に出版されたニック・ホーンビーの小説。
日本語翻訳は1999年に新潮社（新潮文庫）から刊行された（ISBN 4-10-220211-0 c0197）。翻訳者森田義信による、詳細な「注解」が付いている。

## 映画
2000年にスティーヴン・フリアーズ監督で映画化された。原作はロンドンが舞台だが、映画版ではシカゴが舞台になっている。また、原作ではロブ・フレミングだった主人公の名前も映画ではロブ・ゴードンに変更されている。

### キャスト
※括弧内は日本語吹き替え
- ロブ・ゴードン - ジョン・キューザック（堀内賢雄）
- ローラ - イーベン・ヤイレ（伊藤美紀）
- バリー - ジャック・ブラック（高木渉）
- ディック - トッド・ルイーゾ（鈴木琢磨）
- マリー - リサ・ボネット（深見梨加）
- チャーリー - キャサリン・ゼタ＝ジョーンズ（小林優子）
- リズ - ジョーン・キューザック（田中敦子）
- イアン - ティム・ロビンス（石塚運昇）
- サラ - リリ・テイラー（金沢映子）
- ペニー - ジョエル・カーター
- キャロライン - ナターシャ・グレグソン・ワグナー
- アンナ - サラ・ギルバート
- ロブ（中学生時代） - ドレイク・ベル
- 本人（カメオ出演） - ブルース・スプリングスティーン（山路和弘）

### 受賞・ノミネート
| 映画賞                | 部門                                      | 候補                                                                                      | 結果       |
| --------------------- | ----------------------------------------- | ----------------------------------------------------------------------------------------- | ---------- |
| ゴールデングローブ賞  | 主演男優賞 （ミュージカル・コメディ部門） | ジョン・キューザック                                                                      | ノミネート |
| 英国アカデミー賞      | 脚色賞                                    | D・V・デヴィンセンティス スティーヴ・ピンク ジョン・キューザック スコット・ローゼンバーグ | ノミネート |
| MTVムービー・アワード | 音楽シーン賞                              | ジャック・ブラック "Let's Get It On"                                                      | ノミネート |
| MTVムービー・アワード | ブレイクスルー演技賞（男優）              | ジャック・ブラック                                                                        | ノミネート |
| MTVムービー・アワード | カメオ出演賞                              | ブルース・スプリングスティーン                                                            | ノミネート |

## テレビドラマ
2020年、ゾーイ・クラヴィッツ主演のテレビドラマが製作され、Huluオリジナル作品として配信された。